# Henry King
Henry King (n. 24 ianuarie 1886, Christiansburg⁠(d), Virginia, SUA – d. 29 iunie 1982, Toluca Lake⁠(d), California, SUA) a fost un regizor și actor de film american.

## Filmografie
- 1916 Little Mary Sunshine
- 1917 The Mate of the Sally Ann
- 1918 Powers That Prey
- 1918 Social Briars
- 1919 Where the West Begins

- 1920 One Hour Before Dawn
- 1921 David și Goliath (Tol'able David)
- 1922 The Seventh Day
- 1923 Fury
- 1923 Sora albă (The White Sister)
- 1924 Romola
- 1925 Stella Dallas
- 1926 Barbara, fiica deșertului (The Winning of Barbara Worth)
- 1926 Partners Again
- 1927 Flacăra amorului (The Magic Flame)
- 1928 The Woman Disputed

- 1930 Patima iubirii (Hell Harbor)
- 1930 Lightnin'
- 1931 Merely Mary Ann
- 1933 Târgul iluziilor (State Fair), uncredited
- 1934 Marie Galante
- 1935 One More Spring
- 1935 Drumul spre est (Way Down East)
- 1936 Medicul de țară (The Country Doctor)
- 1936 Ramona
- 1936 Curierul din Londra (Lloyd's of London)
- 1937 Îngerul străzii (Seventh Heaven)
- 1937 Focul din Chicago (In Old Chicago)
- 1938 Rapsodia diabolică (Alexander's Ragtime Band)
- 1939 Jesse James brigandul (Jesse James)
- 1939 La capătul pământului (Stanley and Livingstone)

- 1940 Little Old New York
- 1940 Maryland
- 1940 Chad Hanna
- 1941 A Yank in the RAF
- 1941 Îți amintești? (Remember the Day)
- 1942 Lebăda neagră
- 1943 Cântecul Bernadettei (The Song of Bernadette)
- 1944 Wilson
- 1945 A Bell for Adano
- 1946 Margie
- 1947 Căpitanul din Castilia (Captain from Castile)
- 1948 Ape adânci (Deep Waters)
- 1949 Principele vulpilor (Prince of Foxes)
- 1949 Zbor de luptă (Twelve O'Clock High)

- 1950 Baladă pentru Jimmy Ringo (The Gunfighter)
- 1951 I'd Climb the Highest Mountain
- 1951 David și Bathsheba (David and Bathsheba)
- 1952 Zăpezile de pe Kilimanjaro (The Snows of Kilimanjaro)
- 1953 King of the Khyber Rifles
- 1955 Untamed
- 1955 Dragostea înseamnă o mulțime de lucruri minunate (Love Is a Many-Splendored Thing)
- 1956 Caruselul (Carousel)
- 1957 Fiesta (The Sun Also Rises)
- 1958 The Bravados
- 1959 This Earth Is Mine
- 1959 Marele Scott (Beloved Infidel)
- 1962 Blândă e noaptea (Tender Is the Night)

## Legături externe
- Materiale media legate de Henry King la Wikimedia Commons
- Henry King la Internet Movie Database